# Marten de Vos
Marten de Vos či Maerten de Vos, Maerten de Vos starší (1532, Antverpy – 4. prosince 1603, Antverpy) byl vlámský malíř. Je známý především svými obrazy s historickými tématy, alegorickými malbami a portréty. Spolu s bratry Ambrosiem Franckenem I. a Fransem Franckenem I. byl jedním z předních malířů historických témat ve španělském Nizozemsku poté, co Frans Floris ve druhé polovině šestnáctého století ukončil svou dlouhou a úspěšnou uměleckou kariéru, zdeptaný ničením svých obrazů během ikonoklastické zuřivosti, "Beeldenstormu", obrazoborectví.
De Vos byl také plodný kreslíř a vytvořil řadu kreseb vydávaných antverpskými tiskárnami. Tisky byly šířeny po Evropě a španělských koloniích a přispěly k jeho mezinárodní reputaci. Navrhoval také tapiserie a vitrážová okna.

## Životopis
Marten de Vos se narodil v Antverpách jako nejmladší ze čtyř dětí Petra (Pietera) de Vos a Anny de Heere. Jeho otec se narodil v Leidenu a přestěhoval se do Antverp. Prvně je zmiňován jako žák Jerooma Scuelense, to mu bylo 17 let. Marten a jeho bratr Pieter se učili malovat nejprve u svého otce. Někteří historici předpokládají že byl i žákem Franse Florise. Žádný takový záznam ale nalezen nebyl.

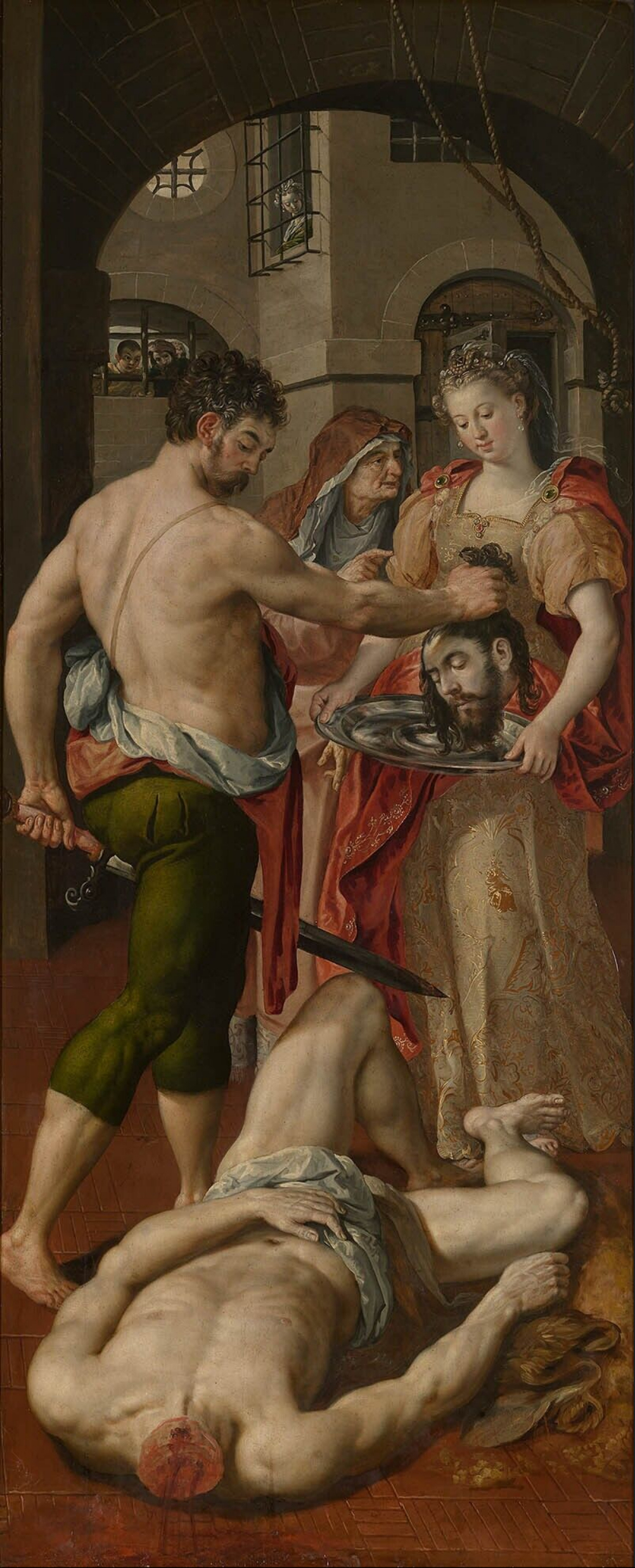
Stětí Svatého Jana Křtitele

Cesta do Itálie se stala v 16. století pro umělce prakticky povinností. Marten de Vos pobýval v Itálii v letech 1550 až 1558. Je možné, že alespoň část své cesty na jih podnikl ve společnosti Pietera Brueghela staršího. Žil pravděpodobně nejen v Římě ale i ve Florencii a Benátkách. Jeho práce ukazuje na silný vliv benátské školy. Italský autor životopisů ze 17. století Carlo Ridolfi napsal, že de Vos pracoval v ateliéru benátského malíře Tintoretta, což by tento vliv vysvětlovalo.
V roce 1558 se Marten vrátil do Antverp a stal se členem antverpského cechu svatého Lukáše. Je možné, že se vrátil do Antverp už dříve, pokud je datum 1556 na portrétu správné. Oženil se s Joannou le Boucq, jejíž rodina pocházela z francouzského Valenciennes. Pár měl pět dcer a tři syny. V té době byl Frans Floris předním malířem ve Flandrech a provozoval velkou dílnu v Antverpách. Tak měli ostatní umělci problém získat vlastní zakázky. De Vos měl štěstí, v roce 1564 získal zakázky od bohatého antverpského obchodníka Gillise Hooftmana.
V šedesátých letech 16. století zuřilo v Nizozemsku obrazoborectví. Svého vrcholu dosáhlo v roce 1566. Během tohoto období bylo mnoho obrazů a jiných forem vybavení a výzdoby katolických kostelů zničeno kalvínskými a protestantskými davy ve jménu Protestantské reformace. Frans Floris, který byl v té době předním vlámským malířem se nikdy nezotavil z psychických problémů způsobených ničením jeho prací. Floris se ocitl v sestupné spirále v osobních i profesionálních záležitostech. Vzhledem k tomu, že Floris po roce 1566 prakticky přestal malovat, využila příležitost k převzetí jeho významné pozice v historickém malířství v nizozemském Habsburgu mladší generace umělců. Mezi těmito umělci se nejvýznamnějším stal Marten de Vos.

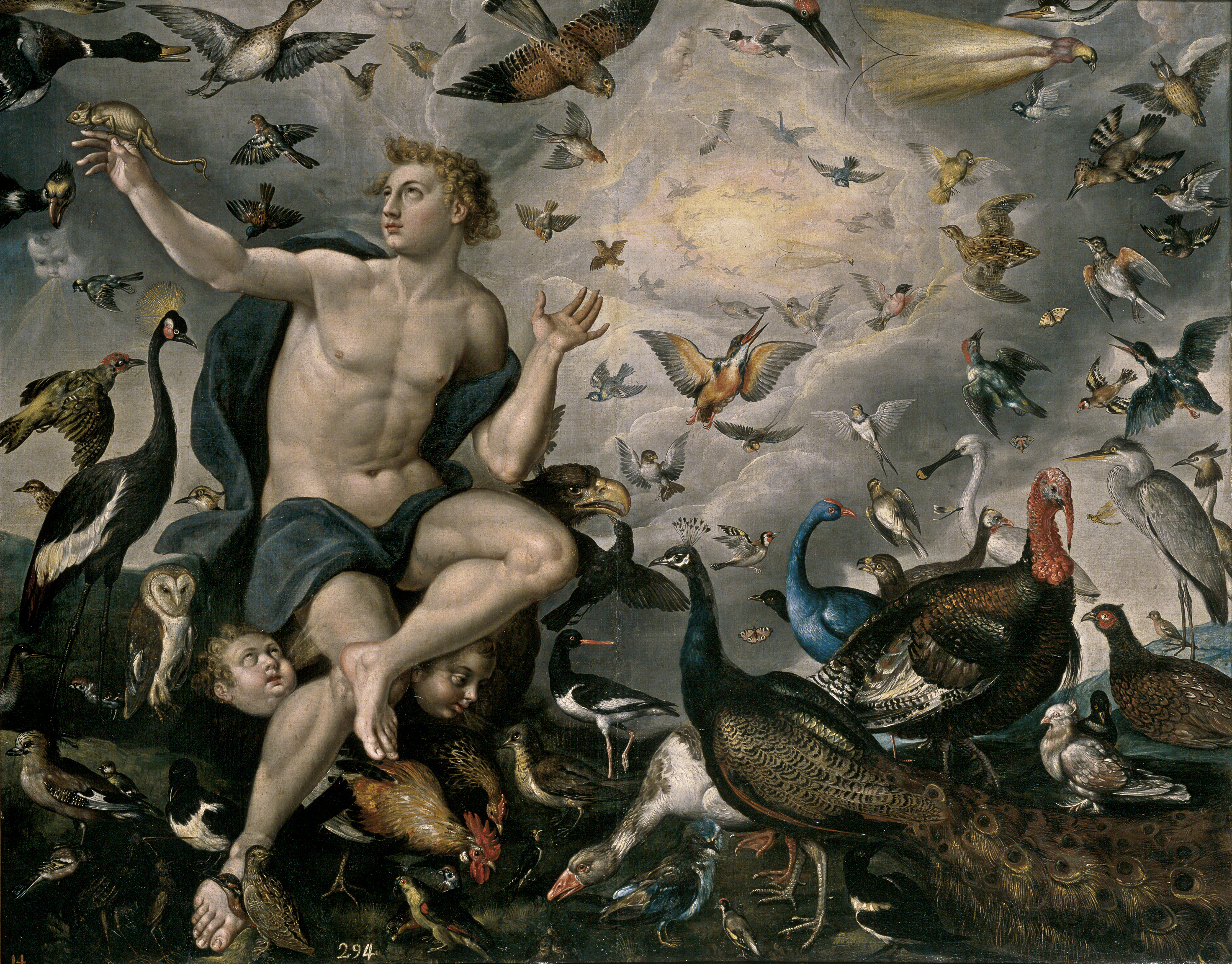
Alegorie vzduchu

V roce 1570 De Vos získal zakázku na výzdobu kaple palatina Williama, vévody z Brunswicku-Lüneburgu v německém Celle. Jeho pověst rostla a v roce 1572 byl jmenován děkanem antverpského cechu Svatého Lukáše. Marten nejprve konvertoval na luteránskou víru, ale po pádu Antverp a porážce protestanů v habsburském Nizozemsku se znovu obrátil ke katolicismu. Jeho kariéra stoupala. Získával důležité zakázky od antverpských gild a cechů. Namaloval monumentální oltářní obrazy pro antverpskou katedrálu a další antverpské kostely. V letech 1572–1573 byl děkanem antverpského cechu svatého Lukáše.
Marten měl jako umělec vynikající pověst. V roce 1589 byl společně s Ambrosiem Franckenem I. jmenován soudním znalcem v Gentu. Jejich úkolem bylo ocenit obraz Raphaela Coxieho Poslední soud. Coxie se soudil s gentským magistrátem, který si tento obraz objednal. Coxie byl toho názoru, že částka nabízená za jeho mistrovské dílo je příliš nízká. Marten de Vos a Ambrosius Francken byli také vybráni jako hlavní návrháři dekorací pro slavnostní vstup "Joyeuse Entrée" nově jmenovaného guvernéra jižního Nizozemska rakouského arcivévody Arnošta Habsburského do Antverp v roce 1594. De Vos byl také jedním ze zakladatelů "Gildy romantiků", která byla založena v roce 1572. Cech spojoval umělce, znalce a humanisty, kteří cestovali do Říma a oceňovali humanistickou kulturu. Různorodost členů nabízela umělcům dobrou příležitost navázat kontakt s potenciálními zákazníky. Aby uspokojil velkou poptávku po své práci, mimo jiné i od zahraničních mecenášů, vyvinul de Vos racionalizovanou praxi.
Marten de Vos měl v letech 1564 až 1599 11 žáků: Balten Vlierden (1564), Wenzel Coebergher (1573), Hans Snyers (1575), Merten Boly (1577), Jaeckes Keerel (1577), Jan Adriansen Cnottaert (1584), Peeter Goutsteen (1588), Hans Cnottaert (1594), Hans van Alten (1595), Hans de La Torte (1595) a Abraham van Lievendale (1599). Jeho dva synové Daniel de Vos (1568–1605) a Maerten de Vos mladší se stali také malíři, ale jejich práce není příliš známa.

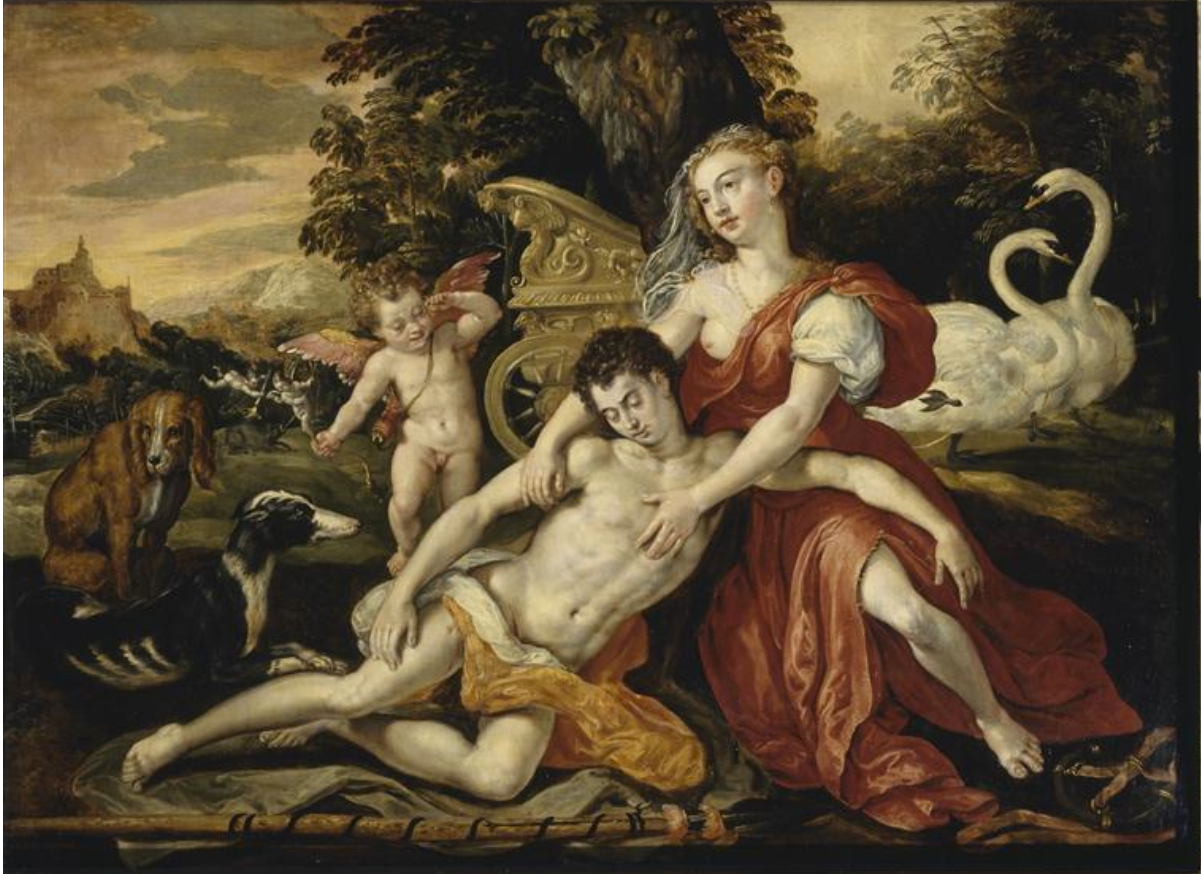
Smrt Adonise

Zemřel v Antverpách dne 4. prosince 1603 a byl pohřben 7. prosince v katedrále.

## Dílo

### Všeobecně
Marten de Vos byl především malířem náboženských scén a v menší míře mytologických a alegorických témat. Byl také uznávaný portrétista.
V 80. letech 16. století vytvořil několik návrhů tisků a knižních ilustrací. Od počátečního manýrismu se jeho styl vyvíjel, byl jasnější a popisnější, což dokonale odpovídalo myšlenkám protireformace. Jeho bratr Pieter de Vos byl také malířem a některá díla dříve přisuzovaná Martenovi de Vos jsou nyní připisována jeho bratrovi, který je také zván "pseud-de Vos". Tzv. "Skicář Martena de Vos" (kolem roku 1560; Rijksmuseum, Amsterdam) obsahující kopie kreseb klasických uměleckých děl je nyní přičítán umělcům kolem Franse Florise.

### Obrazy
Po ikonoklastickém plenění Beeldenstormu, jež vrcholilo v roce 1566 a vedlo ke zničení velké části umění ve vlámských kostelech, se de Vos stal jedním z umělců, jejichž úkolem bylo vyzdobit vypleněné kostely novými oltářními obrazy. Mnoho z nich, například obraz Svatý Lukáš maluje Pannu z roku 1602 namaloval pro oltář cechu svatého Lukáše v katedrále Panny Marie v Antverpách (nyní v Královském muzeu výtvarných umění v Antverpách) aby nahradil obraz, který namaloval Quentin Massys na stejné téma a byl zničen před více než 20 lety. Svatba v Káni galilejské (Marriage at Canaa) z roku 1597 namalovaný pro cech obchodníků s vínem, byl objednán předními antverpskými organizacemi.

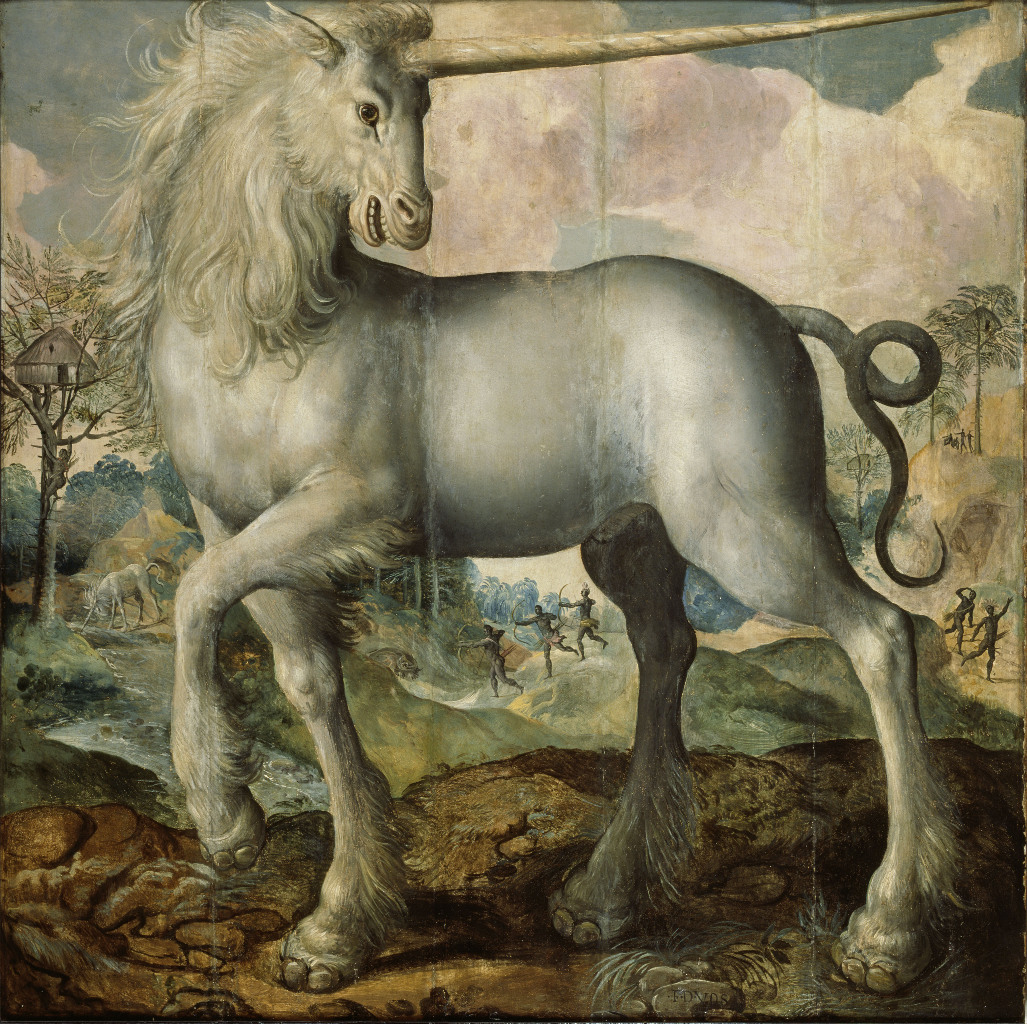
Jednorožec

Marten de Vos nebyl příliš inovativní umělec, spíše si půjčoval styl či témata od italských mistrů. Jeho oblíbenými vzory byli italští malíři Veronese, Tintoretto a Michelangelo, či vlámský malíř Pieter Aertsen a další vlámští malíři ovlivnění italským uměním jako Lambert Lombard, Frans Floris a Michiel Coxie.
Jeho styl byl velmi osobitý a jeho ikonografie a témata byly ve výrazně protireformačním duchu. I když se jeho styl časem mírně vyvíjel, jeho pozdní oltářní obrazy připomínají práci dřívějších holandských mistrů, jako byl Maarten van Heemskerck nebo Quinten Metsys a jeho obraz Svatý Lukáš maluje Pannu. V tomto de Vosovo pozdním období se jeho paleta stala měkčí a tonálnější.

### Tisky a kresby
De Vos byl velmi plodný kreslíř a jeho tvorba byla popularizována a široce šířena prostřednictvím tisku rytin Raphaela Sadelera, bratrů Wierixů a dalších. Vytvořil také návrhy ilustrací návrhy pro antverpská nakladatelství Plantin Press. Jednalo se o ilustrace pro "Roman Breviary" (latinsky Breviarium Romanum), knihu liturgických textů a "Missale Romanum (Římský misá))". Navrhl také ilustrace pro „Triumphus martyrum“, série 13 výtisků zobrazujících mučedníky Starého zákona. Mezi další publikace, na kterých pracoval, patřily série o pěti smyslech, série sedm smrtelných hříchů, křesťanských ctností, série 12 měsíců, 4 roční období a sedm divů světa. Také vytvořil 78 kreseb pro ilustrovaný biblický tezaurus Bible Thesaurus veteris et novi testamenti vydaný v roce 1585 Gerardem de Jode. Export této ilustrované bible, stejně jako její revidované vydání v Amsterdamu přispělo k popularitě De Vosových ilustrací po celé Evropě.
Jeho návrhy byly vyryty předními antverpskými rytci a publikovány místními vydavateli jako byli Pieter Balten, Frans van Beusecom, Volcxken Diericx, Adriaen Collaert, Philip Galle, Willem van Haecht, Eduard van Hoeswinkel, Gerard de Jode, Hans van Luyck a Johannes Baptista Vrinty. Podle jeho návrhů bylo vytvořeno zhruba 1600 tisků,které byly exportovány do celé Evropy i do kolonií a přispěly k jeho mezinárodní reputaci. Tisk představující biblický příběh Kristus spící během bouře vyrytý Adriaenem Collaertem podle jeho kresby byl pravděpodobně Rembrandtovou inspirací pro obraz se stejným námětem: Bouře na Galilejském moři. Výtisk vydali Jan a Raphael Sadelerovi v Antverpách v roce 1583. Rembrandt na svém obraze použil stejný kompoziční formát a také zobrazuje loď ve stejně nakloněné poloze. Stejně jako na de Vosově rytině i na Rembrandtově obraze zabírá největší prostor hlavní motiv, Kristovi učedníci na lodi bojující proti živlům. Holandský malíř Simon de Vlieger byl také inspirován tímto tiskem a zpracoval stejné téma (1637, Art Collection of the University Göttingen). De Vlieger zobrazuje loď v také v nakloněné poloze dopředu, ale na rozdíl od tisku dává větší prostor okolní krajině, nesoustředí se pouze na aktivity na lodi. De Vosovy kresby jsou známé svým živým a obecně pozitivním charakterem. V pozadí se často objevují romantické italské krajiny. Na druhou stranu jeho zjevná zdatnost vedla k určitému stupni rutinní formulace.

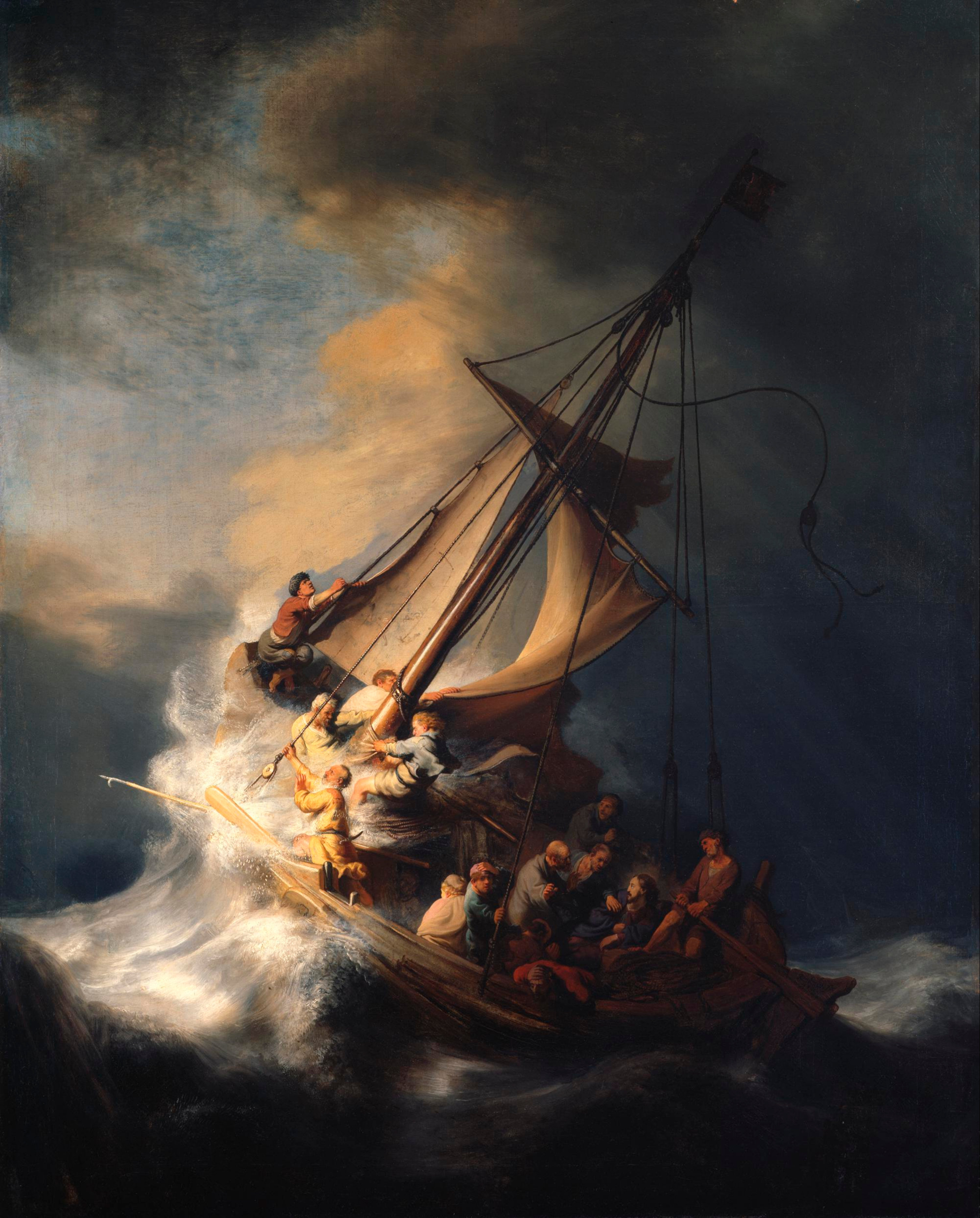
Kristus a bouře na moři Galilejském, Rembrandt, 1663
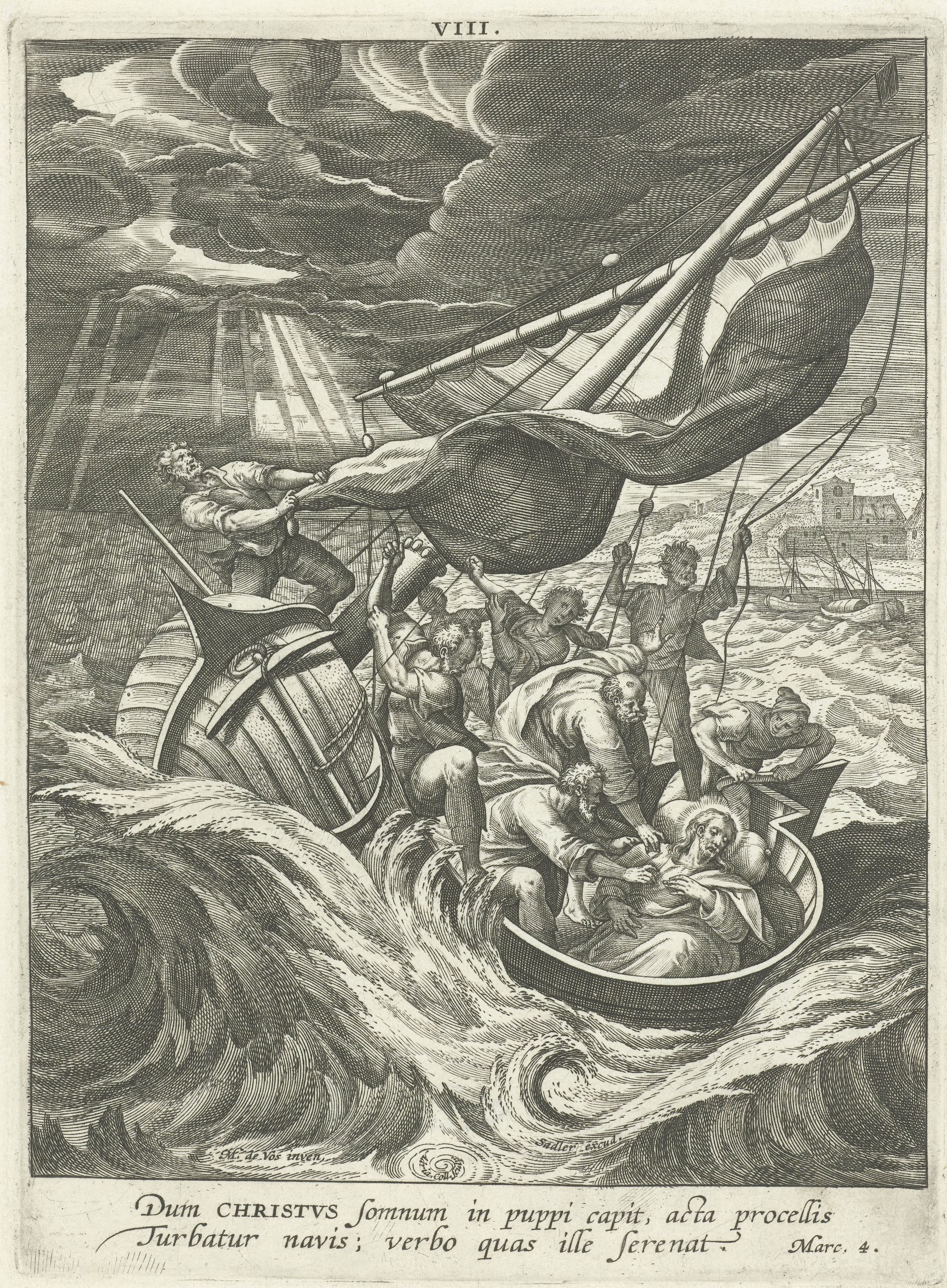
Rytina Kristus odpočívající na lodi během bouře, Podle Maertena de Vos (oříznuto)
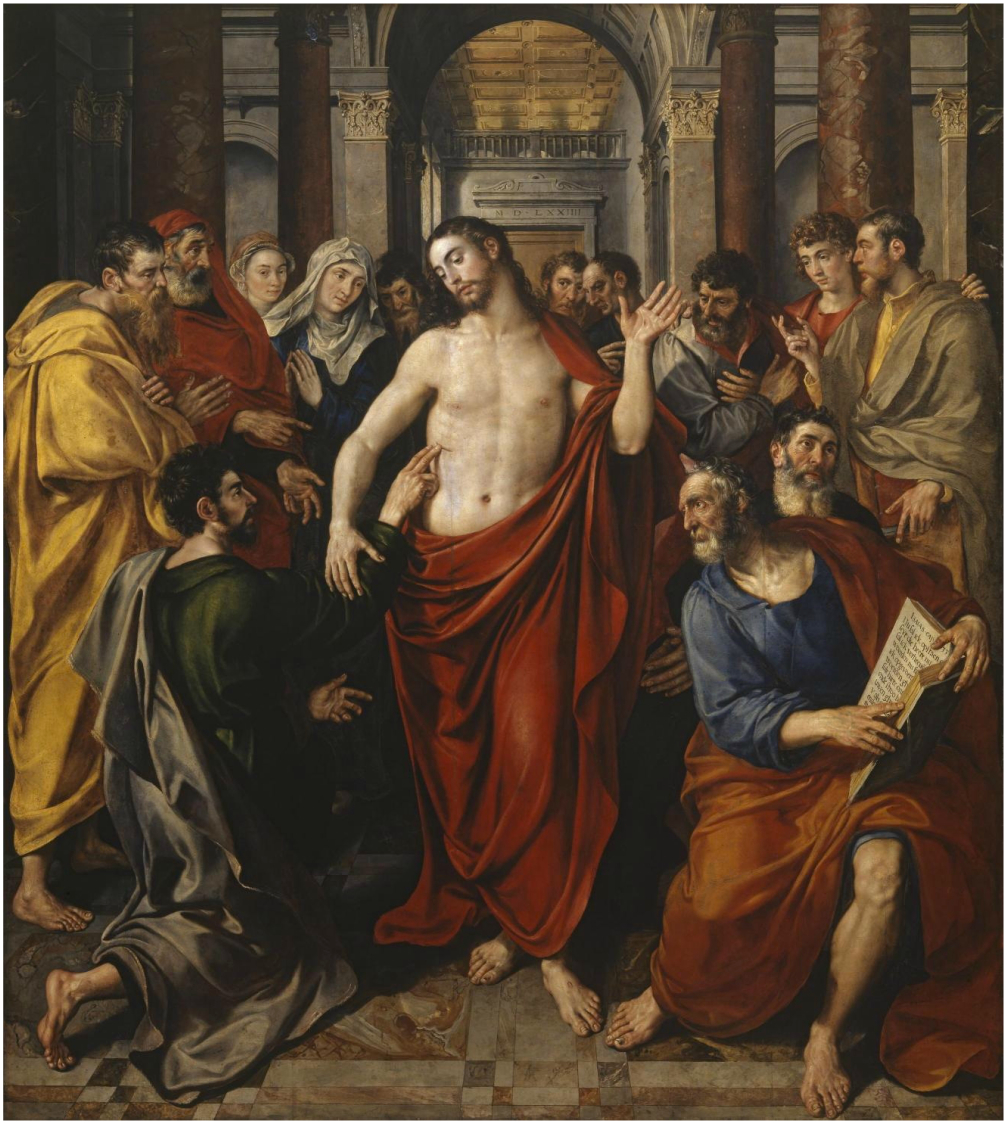
Nevěřící Tomáš
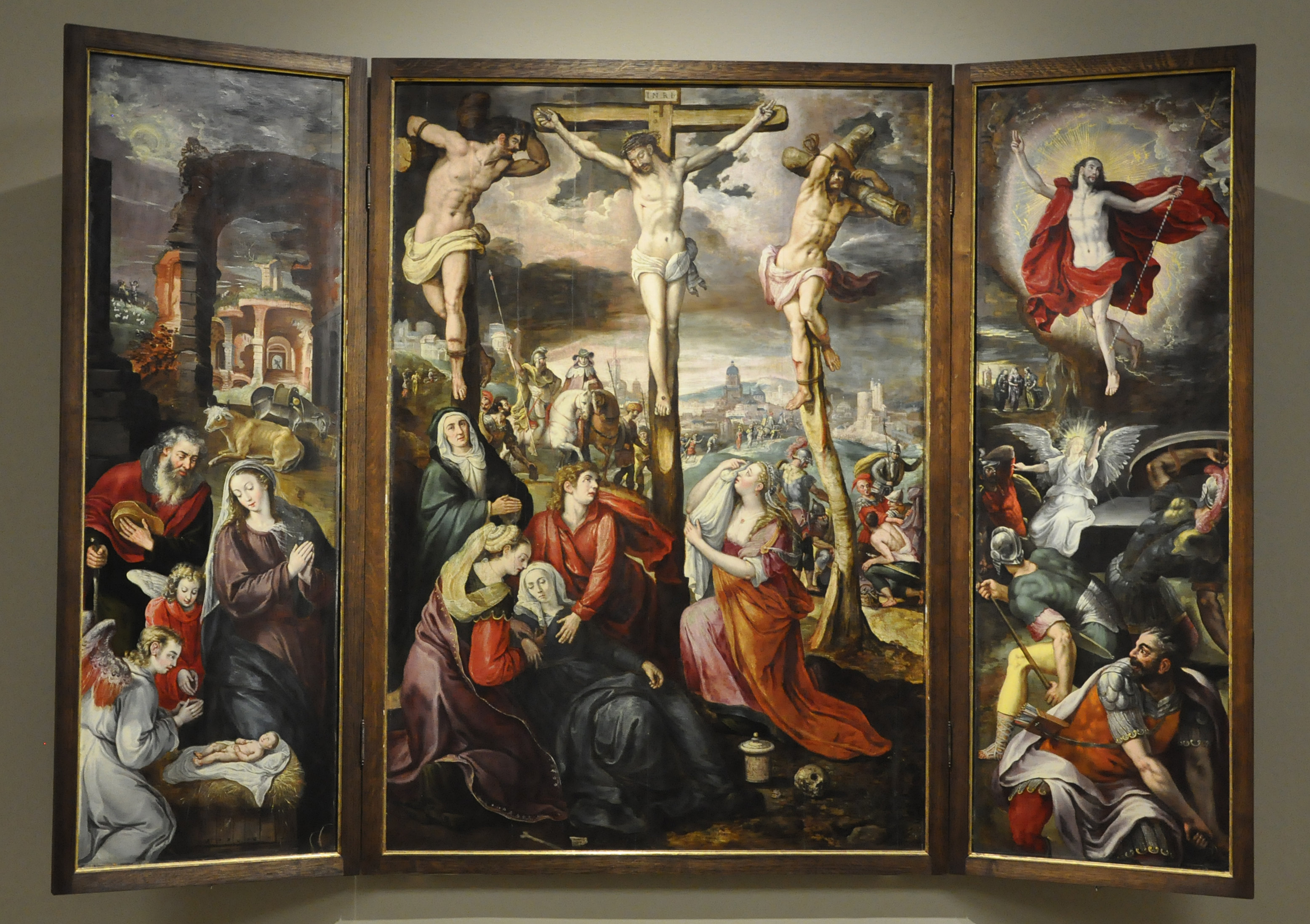
Triptych s ukřižováním, narozením a vzkříšením Krista